# بريان ويليس هاميلتون
بريان ويليس هاميلتون (بالإنجليزية: Bryan Willis Hamilton)‏ هو رابر أمريكي، ولد في 21 سبتمبر 1983 في كوربوس كريستي في الولايات المتحدة.